# Пръчици
Пръчици (Phasmatodea или Phasmida, от старогръцки: φάσμα – „привидение“) са разред насекоми с удължено, подобно на пръчица или листо тяло. Характерно за тях е, че много приличат на растения и се сливат с растителността. Именно този естествен камуфлаж ги прави трудна плячка за хищници. Освен това, много видове има още няколко вторични линии на защита под формата на сплашване, бодли или токсични секрети. Родът Phobaeticus включва най-дългите насекоми на света.
Членове на разреда се срещат на всички континенти с изключение на Антарктида. Все пак, най-много видове има в тропиците и субтропиците. Те са растителноядни, като много видове живеят ненатрапчиво в короната на дърветата. Те има жизнен цикъл с незавършена метаморфоза в три етапа: яйце, нимфа и възрастен индивид. Много пръчици са партеногенни и не се нуждаят от оплодени яйца, за да се произведе поколение. В по-горещи климати, те могат да се размножават през цялата година, а в по-умерени области женските снасят яйца през есента, преди да умрат, като новото поколение се излюпва през пролетта. Някои видове имат крила и могат да летят, докато други са с по-ограничени възможности.
Класификацията на пръчиците е сложна, а връзките между отделните членове на разреда не са добре изучени.

## Описание
Пръчиците могат да бъдат относително големи, варирайки от 1,5 до 30 сантиметра на дължина. Женските от рода Phobaeticus са най-дългите насекоми на Земята, достигайки 56,7 cm в случая на Phobaeticus chani с разпънати крака. Най-тежките пръчици са Heteropteryx dilatata, женските от които могат да достигат 65 г.
Някои пръчици имат цилиндрична пръчкообразна форма, докато други имат сплесната листообразна форма. Много от видовете са или без крила, или имат много малки такива. Гръдната част е дълга при летящите видове, тъй като в нея са разположени полетните мускули, а при нелетящите видове е много по-къса. Ако е налична, първата двойка крила е тясна и вроговена (втвърдена), докато задните крила са широки, с прави надлъжни вени и множество кръстосващи ги други вени. Тялото често е допълнително изменено, за да прилича на растителност, с черти, наподобяващи листни вени или кора на дърво. Няколко вида, сред които Carausius morosus, дори могат да променят пигментацията си, за да се слеят с околната среда. Челюстите са еднородни сред видовете. Краката обикновено са дълги и тънки, като някои от видовете са способни на автотомия. Пръчиците разполагат с дълги и тънки антени, които понякога са по-дълги от цялото останало тяло при някои видове.
Всички пръчици имат фасетни очи, но светлочувствителни органи присъстват само у мъжките на някои крилати видове. Насекомите имат внушителна зрителна система, която им позволява да възприемат значителни детайли дори при неблагоприятни видими условия. Това им позволява да водят нощен живот. Те се раждат с малки сложни очи. Докато растат чрез последователно линеене, очите стават все по-развити, а фоторецепторните им клетки се увеличават. Чувствителността на възрастното око е поне десет пъти по-голяма от тази на нимфата в първия ѝ етап на развитие. Докато окото се развива, се подобряват и механизмите за приспособяване към промените между тъмно и светло. Все пак, по-големите очи при възрастните насекоми ги правят по-склонни към лъчево увреждане. Това обяснява, защо възрастните индивиди водят основно нощен начин на живот. Понижената чувствителност към светлинна при новоизлюпилите се насекоми им помага да избягат от растителната постеля и шумата, където се излюпват, а по-късно се придвижват нагоре към по-ярко осветената зеленина. Младите насекоми се хранят през деня и се придвижват свободно.
Някои пръчици имат крайници, покрити с микроскопични косъмчета, придаващи добро сцепление и позволяващи им да се захващат с лекота за повърхности. Други разполагат с лепкави крайници, предоставящи допълнително сцепление.

## Разпространение
Пръчици се срещат по цялата Земя с изключение на Антарктида и Патагония. Най-многобройни са в тропиците и субтропиците. Най-голямо разнообразие имат в Югоизточна Азия и Южна Америка. Над 300 вида пръчици са намерени на остров Борнео.

## Екология
Пръчиците са растителноядни, хранейки се главно с листата на дървета и храсти. Те са важен елемент от много неотропически системи. Ролята им в горската екосистема се счита за важна от много учени, които наблягат на значението им за поддържането на сукцесия и устойчивост в климаксните гори. Присъствието на пръчици намалява нетната продукция на ранните сукцесионни растения, след което почвата се обогатява от дефекацията им. Това подпомага късните сукцесионни растения и поощрява рециклирането в тропическите гори.
Пръчиците се смятат за вредители от селскостопанските производители, тъй като увреждат листата на дърветата. Didymuria violescens, Podacanthus wilkinsoni и Ctenomorphodes tessulatus в Австралия, Diapheromera femorata в Северна Америка и Graeffea crouani в Океания се срещат в места на икономическо развитие. В Юга на САЩ пръчиците представляват значителен проблем в парковете, където се хранят с листата на дъбове и други дървета. Сериозни нашествия на пръчици са възниквали в планината Уашита в Арканзас и Оклахома. В случай на тежко нашествие, е възможно цели дървета да бъдат оглозгвани. Продължителното обезлистяване в продължение на няколко години често води до смърт на дървото. Тъй като видовете често не могат да летят, заразяваният обикновено се ограничават до радиус от няколкостотин метра. Все пак, пораженията по паркове често излизат скъпи. Нашествията им обичайно се контролират с химически пестициди.